# نيت مارتن
نيت مارتن (بالإنجليزية: Nate Martin)‏ هو مسير أعمال أمريكي، ولد في 13 يناير 1983 في بيفر في الولايات المتحدة.